# 緋聞教主
是2010年的一部美國青少年喜劇電影，編劇是Bert V. Royal，導演是威爾·古勒，由艾瑪·史東主演。電影的部份靈感是來自小說《紅字》。電影于2010年9月17日首映。這部電影不僅在票房上取得佳績，也獲得了評論家的讚揚，艾瑪·史東的演技頗受好評，獲入圍金球獎最佳女主角並贏得MTV電影大獎最佳喜劇演出。

## 劇情
奧莉薇（艾瑪·史東飾）在校園純屬邊緣，無人聞問，但一個莫名其妙的傳聞卻讓她嘗到了成名的滋味，但隨之而來的卻也超出了一向只知認真用功的女高中生所能承受…

## 外部連結
- 官方网站
- 互联网电影数据库（IMDb）上《Easy A》的资料（英文）
- AllMovie上《Easy A》的资料（英文）
- Box Office Mojo上《Easy A》的資料（英文）
- 爛番茄上《Easy A》的資料（英文）